# Tournoi féminin de football aux Jeux des îles 2009
Navigation
Édition précédente Île de Wight 2011
Les Jeux des îles 2009 ont lieu à Åland et comprennent la cinquième édition du tournoi de football féminin disputé dans le cadre de la compétition multi-jeux.
Les Åland ont remporté le tournoi pour la seconde fois en battant en finale Gotland 2 à 0.

## Participants

Åland

| Åland                |
| Guernesey            |
| Gotland              |
| Groenland            |
| Hébrides extérieures |
| Hitra                |
| Île de man           |
| île de Wight         |
| Jersey               |
| Saaremaa             |

## Phase de groupes

### Groupe A
| Équipe    | J | V | N | D | BM | BE | DB  | Pts |
| --------- | - | - | - | - | -- | -- | --- | --- |
| Åland     | 4 | 4 | 0 | 0 | 32 | 3  | +29 | 12  |
| Gotland   | 4 | 3 | 0 | 1 | 16 | 4  | +12 | 9   |
| Jersey    | 4 | 2 | 0 | 2 | 12 | 11 | +1  | 6   |
| Groenland | 4 | 1 | 0 | 3 | 10 | 15 | -5  | 3   |
| Saaremaa  | 4 | 0 | 0 | 4 | 3  | 40 | -37 | 0   |

| 28 juin 2009 | Gotland                                                                | 5 - 1 | Jersey              | Markusböle, Finström |  |
|              | Marion Nilsson 26e 35e · Camilla Ronström 80e 86e · Amanda Nilsson 90e |       | 90e Jodie Botterill |                      |  |
|              | (Rapport)                                                              |       |                     |                      |  |

| 28 juin 2009 | Groenland                                                                            | 6 - 2 | Saaremaa                            | Bengtsböle, Lemland |  |
|              | Manumina Reimer 17e · Pilunnguaq Magnussen 22e 47e 90e · Pilunnguaq Chemnitz 50e 90e |       | 20e Anneli Õige · 31e Marianna Laht |                     |  |
|              | (Rapport)                                                                            |       |                                     |                     |  |

| 29 juin 2009 | Jersey                                     | 3 - 1 | Groenland               | Bengtsböle, Lemland |  |
|              | Jodie Botterill 3e 58e · Laura Couvert 82e |       | 22e Pilunnguaq Chemnitz |                     |  |
|              | (Rapport)                                  |       |                         |                     |  |

| 29 juin 2009 | Åland | 20 - 0 | Saaremaa | Markusböle, Finström |
|              | Rebecca Björkvall 2e 17e 85e · Mathilda Mörn 4e 26e · Ing-Marie Holmberg 23e 54e 74e 84e · Daniela Haglund 30e 37e · Sarah Engblom 38e 63e · Emma Liljegren 42e · Hannah Salmén 48e 60e 86e 90e · Lisa Klingberg 79e 89e |        |          |                      |
|              | (Rapport) |        |          |                      |

| 30 juin 2009 | Gotland | 7 - 0 | Saaremaa | Bengtsböle, Lemland |
|              | Linnéa Hansson 13e · Helena Adman 23e · Camilla Ronström 25e · Emelie Edwardsson 64e · Helena Liljeström 70e · Ejla Lillro 80e 81e |       |          |                     |
|              | (Rapport) |       |          |                     |

| 30 juin 2009 | Åland                                                                  | 6 - 2 | Groenland                                         | Vikingavallen, Jomala |  |
|              | Mathilda Mörn 22e · Annica Sjölund 67e 80e 90e · Hannah Salmén 85e 89e |       | 25e Arnaq Bourup Egede · 65e Karoline Malakiassen |                       |  |
|              | (Rapport)                                                              |       |                                                   |                       |  |

| 1er juillet 2009 | Åland                                     | 2 - 0 | Gotland | Bengtsböle, Lemland |
|                  | Emma Liljegren 69e · Maryette Karring 74e |       |         |                     |
|                  | (Rapport)                                 |       |         |                     |

| 1er juillet 2009 | Jersey                                                                                                 | 7 - 1 | Saaremaa         | Markusböle, Finström |  |
|                  | Jodie Botterill 26e 44e 45e 50e · Rebecca Darts 31e · Louise Van der Vliet 40e · Kirsten Du Heaume 77e |       | 25e Liisi Salong |                      |  |
|                  | (Rapport)                                                                                              |       |                  |                      |  |

| 2 juillet 2009 | Åland                                                                                 | 4 - 1 | Jersey            | Markusböle, Finström |  |
|                | Ing-Marie Holmberg 9e · Mathilda Mörn 12e · Hannah Salmén 34e · Leanne Bell 45e (csc) |       | 42e Kerry Sauvage |                      |  |
|                | (Rapport)                                                                             |       |                   |                      |  |

| 2 juillet 2009 | Gotland                                                            | 4 - 1 | Groenland                | Bengtsböle, Lemland |  |
|                | Amanda Nilsson 36e · Camilla Ronström 43e 53e · Marion Nilsson 46e |       | 21e Karoline Malakiassen |                     |  |
|                | (Rapport)                                                          |       |                          |                     |  |

### Groupe B
| Équipe               | J | V | N | D | BM | BE | DB  | Pts |
| -------------------- | - | - | - | - | -- | -- | --- | --- |
| Île de man           | 4 | 4 | 0 | 0 | 25 | 3  | +22 | 12  |
| île de Wight         | 4 | 3 | 0 | 1 | 8  | 4  | +4  | 9   |
| Hébrides extérieures | 4 | 2 | 0 | 2 | 10 | 6  | +4  | 6   |
| Guernesey            | 4 | 0 | 1 | 3 | 3  | 13 | -10 | 1   |
| Hitra                | 4 | 0 | 1 | 3 | 3  | 23 | -20 | 1   |

| 28 juin 2009 | Île de man                                                                                | 4 - 1 | île de Wight       | Vikingavallen, Jomala |  |
|              | Margaret Murphy 13e (csc) · Donna Shimmin 28e · Gillian Chritian 58e · Sarah O'Reilly 63e |       | 68e Natasha Miller |                       |  |
|              | (Rapport)                                                                                 |       |                    |                       |  |

| 28 juin 2009 | Guernesey               | 2 - 2 | Hitra                                         | Markusböle, Finström |  |
|              | Rochelle Vaudin 83e 90e |       | 63e Synnøve Mjør Wingan · 80e Kirsti Sandstad |                      |  |
|              | (Rapport)               |       |                                               |                      |  |

| 29 juin 2009 | Île de man                                  | 4 - 1 | Hébrides extérieures | Bengtsböle, Lemland |  |
|              | Eleanor Gawne 7e 48e 62e · Rebecca Cole 55e |       | 30e Jenna Stewart    |                     |  |
|              | (Rapport)                                   |       |                      |                     |  |

| 29 juin 2009 | île de Wight                         | 2 - 0 | Guernesey | Solvallen, Eckerö |
|              | Susan Cullen 43e · Kim Masterton 84e |       |           |                   |
|              | (Rapport)                            |       |           |                   |

| 30 juin 2009 | Île de man | 13 - 0 | Hitra | Solvallen, Eckerö |
|              | Donna Shimmin 12e 18e 38e 52e 53e 62e 73e · Jade Burden 37e 39e · Kym Hicklin 45e 76e · Eleanor Gawne 58e · Gillian Christian 87e |        |       |                   |
|              | (Rapport) |        |       |                   |

| 30 juin 2009 | île de Wight       | 1 - 0 | Hébrides extérieures | Bengtsböle, Lemland |
|              | Sophie Jackson 23e |       |                      |                     |
|              | (Rapport)          |       |                      |                     |

| 1er juillet 2009 | Hébrides extérieures                          | 4 - 1 | Hitra             | Solvallen, Eckerö |  |
|                  | Sinead MacLeod 3e 17e 90e · Jenna Stewart 65e |       | 2eSara Baglo Lund |                   |  |
|                  | (Rapport)                                     |       |                   |                   |  |

| 1er juillet 2009 | Île de man                                   | 4 - 1 | Guernesey          | Sportkila, Sund |  |
|                  | Donna Harrison 37e 45e 76e · Sarah Breen 47e |       | 58e Lisa Sylvester |                 |  |
|                  | (Rapport)                                    |       |                    |                 |  |

| 2 juillet 2009 | île de Wight                                           | 4 - 0 | Hitra | Solvallen, Eckerö |
|                | Sarah Wright 4e · Emma Webb 23e · Lauren Crews 34e 71e |       |       |                   |
|                | (Rapport)                                              |       |       |                   |

| 2 juillet 2009 | Hébrides extérieures                                                                 | 5 - 0 | Guernesey | Rangsby, Saltvik |
|                | Laura Johnson 20e 45e · Jenna Stewart 35e · Marina Macdonald 66e · Jane Nicolson 75e |       |           |                  |
|                | (Rapport)                                                                            |       |           |                  |

## Phase à élimination directe

### Tableau final

#### Demi-finale
| 3 juillet 2009 | Åland | 7 - 1 | île de Wight           | Bengtsböle, Lemland |  |
|                | Daniela Haglund 30e · Mathilda Mörn 54e 84e · Maryette Karring 61e · Emma Liljegren 77e · Evelina Kohvakka 80e · Sarah Engblom 88e |       | 6e Danielle Merryfield |                     |  |
|                | (Rapport) |       |                        |                     |  |

| 3 juillet 2009 | Gotland                                           | 4 - 1 | Île de man        | Hammarvallen, Hammarland |  |
|                | Camilla Ronström 43e · Sahra Karlsson 50e 85e 90e |       | 16e Eleanor Gawne |                          |  |
|                | (Rapport)                                         |       |                   |                          |  |

#### 3eplace
| 4 juillet 2009 | Île de man                                                  | 3 - 1 | île de Wight     | Sportkila, Sund |  |
|                | Gillian Christian 17e · Eleanor Gawne 64e · Jade Burden 90e |       | 28e Susan Cullen |                 |  |
|                | (Rapport)                                                   |       |                  |                 |  |

#### Finale
| 4 juillet 2009 | Åland                                        | 2 - 0 | Gotland | Wiklöf Holding Arena (en), Mariehamn |
|                | Evelina Kohvakka 21e · Rebecca Björkvall 59e |       |         |                                      |
|                | (Rapport)                                    |       |         |                                      |

## Classements

### Classement final
| No  | Équipe               |
| --- | -------------------- |
| 1er | Åland                |
| 2e  | Gotland              |
| 3e  | Île de man           |
| 4e  | île de Wight         |
| 5e  | Hébrides extérieures |
| 6e  | Jersey               |
| 7e  | Groenland            |
| 8e  | Guernesey            |
| 9e  | Hitra                |
| 10e | Saaremaa             |

### Classement des buteurs
| 8 buts - Donna Shimmin 7 buts - Jodie Botterill - Camilla Ronström - Hannah Salmén 6 buts - Eleanor Gawne - Mathilda Mörn 5 buts - Ing-Marie Holmberg 4 buts - Rebecca Björkvall 3 buts - Sinead MacLeod - Jenna Stewart - Pilunnguaq Chemnitz - Pilunnguaq Magnussen - Sahra Karlsson - Marion Nilsson - Annica Sjölund - Daniela Haglund - Sarah Engblom - Emma Liljegren - Donna Harrison - Gillian Chritian - Jade Burden 2 buts - Rochelle Vaudin - Laura Johnson - Karoline Malakiassen - Susan Cullen - Lauren Crews - Amanda Nilsson - Lisa Klingberg - Maryette Karring - Evelina Kohvakka - Kym Hicklin | 1 buts - Synnøve Mjør Wingan - Kirsti Sandstad - Sara Baglo Lund - Lisa Sylvester - Anneli Õige - Marianna Laht - Liisi Salong - Marina Macdonald - Jane Nicolson - Laura Couvert - Rebecca Darts - Kerry Sauvage - Louise Van der Vliet - Kirsten Du Heaume - Arnaq Bourup Egede - Manumina Reimer - Natasha Miller - Kim Masterton - Sophie Jackson - Sarah Wright - Emma Webb - Danielle Merryfield - Linnéa Hansson - Helena Adman - Emelie Edwardsson - Helena Liljeström - Ejla Lillro - Rebecca Cole - Sarah O'Reilly - Sarah Breen 1 but contre son camp (csc) - Leanne Bell - Margaret Murphy |  |